# Milwaukee Bucks
Milwaukee Bucks – amerykański klub koszykarski, grający w lidze NBA, mający swoją siedzibę w Milwaukee w stanie Wisconsin. Klub istnieje od 1968. Jego właścicielem był senator Herb Kohl. Kohl kupił Milwaukee Bucks od Jima Fitzgeralda w 1985 roku za 18 milionów dolarów, aby zespół pozostał w Milwaukee. W 2003 roku rozważał ofertę sprzedaży zespołu byłej gwieździe NBA, Jordanowi, ale postanowił zachować własność. 16 kwietnia 2014 roku Kohl zgodził się sprzedać Bucks za 550 milionów dolarów nowojorskim miliarderom Wesleyowi Edens i Markowi Lasry.
Bucks zdobyli dwa razy w swej historii tytuł mistrza NBA. Pierwszy w roku 1971, pokonując w finale Baltimore Bullets. Najsłynniejszym zawodnikiem mistrzowskiej drużyny był Oscar Robertson. W 1974 drugi raz w swojej historii drużyna zagrała w finale ligi, przegrywając z Boston Celtics, w tej drużynie najsłynniejszym zawodnikiem był Kareem Abdul-Jabbar, sprzedany rok później do Los Angeles Lakers. Drugi tytuł mistrzowski drużyna zdobyła w roku 2021, pokonując w finale Phoenix Suns (4:2). Drużyna odniosła cztery zwycięstwa z rzędu w finale, odrabiając stratę z 0:2 na 4:2. Najlepszym zawodnikiem finałów został Janis Andetokunmbo.

## Zawodnicy

### Kadra w sezonie 2022/23
Stan na 27 maja 2023
| Nr | Poz. | Nar.              | Nazwisko i imię       | Data urodzenia | Wzrost | Masa ciała |
| -- | ---- | ----------------- | --------------------- | -------------- | ------ | ---------- |
| 12 | G    | Stany Zjednoczone | Allen, Grayson        | 1995-10-08     | 193 cm | 90 kg      |
| 34 | F    | Grecja            | Andetokunmbo, Janis   | 1994-12-06     | 213 cm | 110 kg     |
| 43 | F    | Grecja            | Andetokunmbo, Tanasis | 1992-07-18     | 201 cm | 99 kg      |
| 0  | F    | Stany Zjednoczone | Beauchamp, MarJon     | 2000-10-12     | 201 cm | 90 kg      |
| 5  | G    | Stany Zjednoczone | Carter, Jevon         | 1995-09-14     | 185 cm | 91 kg      |
| 24 | G    | Stany Zjednoczone | Connaughton, Pat      | 1993-01-06     | 196 cm | 95 kg      |
| 99 | F    | Stany Zjednoczone | Crowder, Jae          | 1990-07-06     | 198 cm | 107 kg     |
| 31 | G    | Słowenia          | Dragić, Goran         | 1986-05-06     | 193 cm | 86 kg      |
| 20 | G    | Stany Zjednoczone | Green, A.J.           | 1999-09-27     | 196 cm | 86 kg      |
| 21 | G    | Stany Zjednoczone | Holiday, Jrue         | 1990-06-12     | 196 cm | 93 kg      |
| 7  | G/F  | Australia         | Ingles, Joe           | 1987-10-02     | 206 cm | 100 kg     |
| 3  | C    | Stany Zjednoczone | Leonard, Meyers       | 1992-02-27     | 213 cm | 118 kg     |
| 11 | C    | Stany Zjednoczone | Lopez, Brook          | 1988-04-01     | 216 cm | 128 kg     |
| 23 | G    | Stany Zjednoczone | Matthews, Wesley      | 1986-10-14     | 196 cm | 100 kg     |
| 22 | F    | Stany Zjednoczone | Middleton, Khris      | 1991-08-12     | 201 cm | 101 kg     |
| 9  | F    | Stany Zjednoczone | Portis, Bobby         | 1995-02-10     | 211 cm | 113 kg     |
| 28 | G    | Kanada            | Wigginton, Lindell    | 1998-03-28     | 185 cm | 86 kg      |

Trener:  Adrian Griffin
 Asystenci: Vin Baker • Mike Dunlap • Chad Forcier • Charles Lee • Josh Oppenheimer • Patrick St. Andrews

## Trenerzy
Stan na koniec sezonu 2020/21
| Imię i nazwisko   | od   | do   | Sezon zasadniczy | Sezon zasadniczy | Sezon zasadniczy | Sezon zasadniczy | Play-off | Play-off | Play-off | Play-off | Mistrz | Mistrz | Mistrz |
| Imię i nazwisko   | od   | do   | S                | M                | Z                | P                | S        | M        | Z        | P        | Div    | Conf   | NBA    |
| Larry Costello    | 1968 | 1976 | 9                | 674              | 410              | 264              | 7        | 60       | 37       | 23       | 4      | 2      | 1      |
| Don Nelson        | 1976 | 1987 | 11               | 884              | 540              | 344              | 9        | 88       | 42       | 46       | 8      |        |        |
| Del Harris        | 1987 | 1991 | 5                | 345              | 191              | 154              | 4        | 21       | 6        | 15       |        |        |        |
| Frank Hamblen     | 1991 | 1992 | 2                | 65               | 23               | 42               |          |          |          |          |        |        |        |
| Mike Dunleavy     | 1992 | 1996 | 4                | 328              | 107              | 221              |          |          |          |          |        |        |        |
| Chris Ford        | 1996 | 1998 | 2                | 164              | 69               | 95               |          |          |          |          |        |        |        |
| George Karl       | 1998 | 2003 | 5                | 378              | 205              | 173              | 4        | 32       | 14       | 18       | 1      |        |        |
| Terry Porter      | 2003 | 2005 | 2                | 164              | 71               | 93               | 1        | 5        | 1        | 4        |        |        |        |
| Terry Stotts      | 2005 | 2007 | 2                | 146              | 63               | 83               | 1        | 5        | 1        | 4        |        |        |        |
| Larry Krystkowiak | 2007 | 2008 | 2                | 100              | 31               | 69               |          |          |          |          |        |        |        |
| Scott Skiles      | 2008 | 2013 | 5                | 344              | 162              | 182              | 1        | 7        | 3        | 4        |        |        |        |
| Jim Boylan        | 2013 | 2013 | 1                | 50               | 22               | 28               | 1        | 4        | 0        | 4        |        |        |        |
| Larry Drew        | 2013 | 2014 | 1                | 82               | 15               | 67               |          |          |          |          |        |        |        |
| Jason Kidd        | 2014 | 2018 | 4                | 291              | 139              | 152              | 2        | 12       | 4        | 8        |        |        |        |
| Joe Prunty        | 2018 | 2018 | 1                | 37               | 21               | 16               | 1        | 7        | 3        | 4        |        |        |        |
| Mike Budenholzer  | 2018 |      | 3                | 227              | 162              | 65               | 3        | 48       | 31       | 17       | 3      | 1      | 1      |

## Zastrzeżone numery
Stan na 3 października 2019
| Milwaukee Bucks zastrzeżone numery |                     |         |                     |
| Nr                                 | Imię i nazwisko     | Pozycja | Lata gry            |
| 1                                  | Oscar Robertson     | PG      | 1970–1974           |
| 2                                  | Junior Bridgeman    | SF      | 1975–1984 1986–1987 |
| 4                                  | Sidney Moncrief     | SG      | 1979–1990           |
| 10                                 | Bob Dandridge       | SF      | 1969–1977 1981      |
| 14                                 | Jon McGlocklin      | SG      | 1968–1976           |
| 16                                 | Bob Lanier          | C       | 1980–1984           |
| 32                                 | Brian Winters       | SG      | 1975–1983           |
| 33                                 | Kareem Abdul-Jabbar | C       | 1969–1975           |

### Włączeni do Koszykarskiej Galerii Sławy
| Milwaukee Bucks: Galeria Sław | Milwaukee Bucks: Galeria Sław | Milwaukee Bucks: Galeria Sław | Milwaukee Bucks: Galeria Sław | Milwaukee Bucks: Galeria Sław |
| Zawodnicy                     | Zawodnicy                     | Zawodnicy                     | Zawodnicy                     | Zawodnicy                     |
| Numer                         | Imię i nazwisko               | Pozycja                       | Lata gry                      | Rok włączenia                 |
| ----------------------------- | ----------------------------- | ----------------------------- | ----------------------------- | ----------------------------- |
| 1                             | Oscar Robertson               | SG                            | 1970–1974                     | 1980                          |
| 4                             | Sidney Moncrief               | SG                            | 1979–1990                     | 2019                          |
| 5                             | Guy Rodgers                   | SG                            | 1968–1970                     | 2014                          |
| 7                             | Nate Archibald                | PG                            | 1983–1984                     | 1991                          |
| 7                             | Adrian Dantley                | SF/PG                         | 1990–1991                     | 2008                          |
| 8                             | Moses Malone                  | C/PF                          | 1991–1993                     | 2001                          |
| 16                            | Bob Lanier                    | C                             | 1980–1984                     | 1992                          |
| 20                            | Gary Payton                   | SG                            | 2003                          | 2013                          |
| 22 23                         | Alex English                  | SF                            | 1976–1978                     | 1997                          |
| 33                            | Kareem Abdul-Jabbar           | C                             | 1969–1975                     | 1995                          |
| 34                            | Ray Allen                     | SG                            | 1996–2003                     | 2018                          |
| 36                            | Dave Cowens                   | C/PF                          | 1982–1983                     | 1991                          |
| 43                            | Jack Sikma                    | C/PF                          | 1986–1991                     | 2019                          |
| Trenerzy                      |                               |                               |                               |                               |
| –                             | Imię i nazwisko               | Stanowisko                    | Lata pracy                    | Rok włączenia                 |
| –                             | Don Nelson                    | Trener                        | 1976–1987                     | 2012                          |
| –                             | Hubie Brown                   | Asystent                      | 1972–1974                     | 2005                          |
| Pozostali                     |                               |                               |                               |                               |
| –                             | Imię i nazwisko               | Stanowisko                    | Lata pracy                    | Rok włączenia                 |
| –                             | Wayne Embry                   | Menedżer                      | 1972–1979                     | 1999                          |

Julius Erving został wybrany w drafcie 1972 roku przez Bucks, nie rozegrał żadnego spotkania w barwach zespołu z Milwaukee.

### Galeria sław FIBA
| Milwaukee Bucks: Galeria Sław | Milwaukee Bucks: Galeria Sław | Milwaukee Bucks: Galeria Sław | Milwaukee Bucks: Galeria Sław | Milwaukee Bucks: Galeria Sław |
| Zawodnicy                     | Zawodnicy                     | Zawodnicy                     | Zawodnicy                     | Zawodnicy                     |
| Numer                         | Imię i nazwisko               | Pozycja                       | Lata gry                      | Rok włączenia                 |
| ----------------------------- | ----------------------------- | ----------------------------- | ----------------------------- | ----------------------------- |
| 1                             | Oscar Robertson               | SG                            | 1970–1974                     | 2009                          |
| 7                             | Toni Kukoč                    | SF/PF                         | 2002–2006                     | 2017                          |

## Statystyki

### Statystyczni liderzy NBA
Liderzy strzelców
- Kareem Abdul-Jabbar – 1971–1972

Liderzy w przechwytach
- Alvin Robertson – 1991

Liderzy w blokach
- Kareem Abdul-Jabbar – 1975
- Andrew Bogut – 2011

Liderzy w skuteczności rzutów wolnych
- Flynn Robinson – 1970
- Jack Sikma – 1988

Liderzy w skuteczności rzutów za 3 punkty
- Craig Hodges – 1986
- Dell Curry – 1999

### Liderzy wszech czasów klubu
Sezon regularny
(Stan na 15 lutego 2017, a na podstawie)
| Kategoria                      | Zawodnik            | Statystyki |
| ------------------------------ | ------------------- | ---------- |
| Gry                            | Junior Bridgeman    | 711        |
| Minuty                         | Bob Dandridge       | 22094      |
| Punkty                         | Kareem Abdul-Jabbar | 14211      |
| Zbiórki                        | Kareem Abdul-Jabbar | 7161       |
| Asysty                         | Paul Pressey        | 3272       |
| Przechwyty                     | Quinn Buckner       | 1042       |
| Bloki                          | Alton Lister        | 804        |
| Straty                         | Glenn Robinson      | 1786       |
| Faule                          | Bob Dandridge       | 2253       |
| Celne rzuty z gry              | Kareem Abdul-Jabbar | 5902       |
| Oddane rzuty z gry             | Kareem Abdul-Jabbar | 10787      |
| Skuteczność rzutów z gry       | Kareem Abdul-Jabbar | 54,7       |
| Celne rzuty za 3 punkty        | Ray Allen           | 1051       |
| Oddane rzuty za 3 punkty       | Michael Redd        | 2619       |
| Skuteczność rzutów za 3 punkty | Dell Curry          | 47,6       |
| Celne rzuty wolne              | Sidney Moncrief     | 3505       |
| Oddane rzuty wolne             | Sidney Moncrief     | 4214       |
| Skuteczność rzutów wolnych     | Jack Sikma          | 88,4       |
| Średnia punktów                | Kareem Abdul-Jabbar | 30,4       |
| Średnia zbiórek                | Kareem Abdul-Jabbar | 15,3       |
| Średnia asyst                  | Oscar Robertson     | 7,5        |
| Średnia przechwytów            | Alvin Robertson     | 2,7        |
| Średnia bloków                 | Kareem Abdul-Jabbar | 3,4        |

## Nagrody i wyróżnienia

### Sezon
MVP NBA
- Kareem Abdul-Jabbar – 1971, 1972, 1974
- Janis Andetokunmbo – 2019, 2020

MVP Finałów NBA
- Kareem Abdul-Jabbar – 1971
- Janis Andetokunmbo – 2021

Obrońca Roku
- Sidney Moncrief – 1983, 1984
- Janis Andetokunmbo – 2020

Debiutant Roku
- Kareem Abdul-Jabbar – 1970
- Malcolm Brogdon – 2017

Rezerwowy Sezonu
- Ricky Pierce – 1987, 1990

Największy Postęp
- Janis Andetokunmbo – 2017

Najbardziej Sportowa
- Jrue Holiday – 2021

Trener Roku
- Don Nelson – 1983, 1985
- Mike Budenholzer – 2019

Menedżer Roku
- John Hammond – 2010
- Jon Horst – 2019

I skład NBA
- Kareem Abdul-Jabbar – 1971, 1972, 1973, 1974
- Marques Johnson – 1979
- Sidney Moncrief – 1983
- Janis Andetokunmbo – 2019, 2020, 2021, 2022

II skład NBA
- Kareem Abdul-Jabbar – 1970
- Oscar Robertson – 1971
- Marques Johnson – 1980, 1981
- Sidney Moncrief – 1982, 1984, 1985, 1986
- Terry Cummings – 1985
- Janis Andetokunmbo – 2017, 2018

III skład NBA
- Terry Cummings – 1989
- Vin Baker – 1997
- Ray Allen – 2001
- Michael Redd – 2004
- Andrew Bogut – 2010

I skład defensywny NBA
- Kareem Abdul-Jabbar – 1974, 1975
- Sidney Moncrief – 1983, 1984, 1985, 1986
- Paul Pressey – 1985, 1986
- Alvin Robertson – 1991
- Janis Andetokunmbo – 2019, 2020, 2021, 2022
- Eric Bledsoe – 2019
- Jrue Holiday – 2021

II skład defensywny NBA
- Kareem Abdul-Jabbar – 1970, 1971
- Quinn Buckner – 1978, 1980, 1981, 1982
- Sidney Moncrief – 1982
- Paul Pressey – 1987
- Alvin Robertson – 1990
- Janis Andetokunmbo – 2017
- Eric Bledsoe – 2020
- Brook Lopez – 2020
- Jrue Holiday – 2022

I skład debiutantów NBA
- Kareem Abdul-Jabbar – 1970
- Bob Dandridge – 1970
- Marques Johnson – 1978
- Vin Baker – 1994
- Glenn Robinson – 1995
- Andrew Bogut – 2005
- Brandon Jennings – 2010
- Malcolm Brogdon – 2017

II skład debiutantów NBA
- Ray Allen – 1997
- T.J. Ford – 2004
- Janis Andetokunmbo – 2014

### NBA All-Star Weekend
MVP All-Star Game
- Janis Andetokunmbo – 2021

Zwycięzcy konkursu rzutów za 3 punkty
- Ray Allen – 2001

Trenerzy składów All-Star
- Larry Costello – 1971, 1974
- Mike Budenholzer – 2019

Nominowani do All-Star Game
- Jon McGlocklin – 1969
- Flynn Robinson – 1970
- Kareem Abdul-Jabbar – 1970–1975
- Oscar Robertson – 1971, 1972
- Bob Dandridge – 1973, 1975, 1976
- Jim Price – 1975
- Brian Winters – 1976, 1978
- Marques Johnson – 1979–1981, 1983
- Sidney Moncrief – 1982–1986
- Bob Lanier – 1982
- Terry Cummings – 1985, 1989
- Alvin Robertson – 1991
- Ricky Pierce – 1991
- Vin Baker – 1995–1997
- Glenn Robinson – 2000, 2001
- Ray Allen – 2000–2002
- Michael Redd – 2004
- Janis Andetokunmbo – 2017–2023
- Khris Middleton – 2019, 2020, 2022
- Jrue Holiday – 2023

Uczestnicy Rookie Challenge
- Glenn Robinson – 1995
- Ray Allen – 1997
- T.J. Ford – 2006
- Andrew Bogut – 2006, 2007
- Yi Jianlian – 2008
- Brandon Jennings – 2010, 2011
- Janis Andetokunmbo – 2014

## Sukcesy
| Tytuł              | Liczba | Rok |
| ------------------ | ------ | --- |
| Mistrz NBA         | 2      | 1971, 2021 |
| Mistrz Konferencji | 3      | 1971, 1974, 2021 |
| Mistrz dywizji     | 19     | 1971, 1972, 1973, 1974, 1976, 1980, 1981, 1982, 1983, 1984, 1985, 1986, 2001, 2019, 2020, 2021, 2022, 2023, 2024 |
| Występy w play-off | 37     | 1970, 1971, 1972, 1973, 1974, 1976, 1978, 1980, 1981, 1982, 1983, 1984, 1985, 1986, 1987, 1988, 1989, 1990, 1991, 1999, 2000, 2001, 2003, 2004, 2006, 2010, 2013, 2015, 2017, 2018, 2019, 2020, 2021, 2022, 2023, 2024, 2025 |
| Występy w play-in  | 0      | |

## Poszczególne sezony
Na podstawie:. Stan na koniec sezonu 2024/25
| Sezon           | Liga | Konferencja | Poz. w konf. | Dywizja  | Poz. w dyw. | Sezon regularny | Sezon regularny | Playoffs |
| Sezon           | Liga | Konferencja | Poz. w konf. | Dywizja  | Poz. w dyw. | Wyg.            | Por.            | Playoffs |
| --------------- | ---- | ----------- | ------------ | -------- | ----------- | --------------- | --------------- | --- |
| Milwaukee Bucks |      |             |              |          |             |                 |                 | |
| 1968/69         | NBA  | Wschodnia   | 7            | –        | –           | 27              | 55              | |
| 1969/70         | NBA  | Wschodnia   | 2            | –        | –           | 56              | 26              | Wygrana w półfinale Konf. z Philadelphia 76ers (4-1) Porażka w finale Konf. z New York Knicks (1-4)                                                                            |
| 1970/71         | NBA  | Zachodnia   | 1            | Midwest  | 1           | 66              | 16              | Wygrana w półfinale Konf. z San Francisco Warriors (4-1) Wygrana w finale Konf. z Los Angeles Lakers (4-1) Wygrana w finale NBA z Baltimore Bullets (4-1)                      |
| 1971/72         | NBA  | Zachodnia   | 2            | Midwest  | 1           | 63              | 19              | Wygrana w półfinale Konf. z Golden State Warriors (4-1) Porażka w finale Konf. z Los Angeles Lakers (2-4)                                                                      |
| 1972/73         | NBA  | Zachodnia   | 1            | Midwest  | 1           | 60              | 22              | Porażka w 1. rundzie z Golden State Warriors (2-4) |
| 1973/74         | NBA  | Zachodnia   | 1            | Midwest  | 1           | 59              | 23              | Wygrana w półfinale Konf. z Los Angeles Lakers (4-2) Wygrana w finale Konf. z Chicago Bulls (4-0) Porażka w finale NBA z Boston Celtics (3-4)                                  |
| 1974/75         | NBA  | Zachodnia   | 7            | Midwest  | 4           | 38              | 44              | |
| 1975/76         | NBA  | Zachodnia   | 4            | Midwest  | 1           | 38              | 44              | Porażka w 1. rundzie z Detroit Pistons (1-2) |
| 1976/77         | NBA  | Zachodnia   | 11           | Midwest  | 6           | 30              | 52              | |
| 1977/78         | NBA  | Zachodnia   | 6            | Midwest  | 2           | 44              | 38              | Wygrana w 1. rundzie z Phoenix Suns (2-0) Porażka w półfinale Konf. z Denver Nuggets (3-4)                                                                                     |
| 1978/79         | NBA  | Zachodnia   | 9            | Midwest  | 4           | 38              | 44              | |
| 1979/80         | NBA  | Zachodnia   | 2            | Midwest  | 1           | 49              | 33              | Porażka w półfinale Konf. z Seattle SuperSonics (3-4) |
| 1980/81         | NBA  | Wschodnia   | 2            | Atlantic | 1           | 60              | 22              | Porażka w półfinale Konf. z Philadelphia 76ers (3-4) |
| 1981/82         | NBA  | Wschodnia   | 2            | Central  | 1           | 55              | 27              | Porażka w półfinale Konf. z Philadelphia 76ers (2-4) |
| 1982/83         | NBA  | Wschodnia   | 2            | Central  | 1           | 51              | 31              | Wygrana w 1. rundzie z Boston Celtics (4-0) Porażka w półfinale Konf. z Philadelphia 76ers (1-4)                                                                               |
| 1983/84         | NBA  | Wschodnia   | 2            | Central  | 1           | 50              | 32              | Wygrana w 1. rundzie z Atlanta Hawks (3-2) Wygrana w półfinale Konf. z New Jersey Nets (4-2) Porażka w finale Konf. z Boston Celtics (1-4)                                     |
| 1984/85         | NBA  | Wschodnia   | 2            | Central  | 1           | 59              | 23              | Wygrana w 1. rundzie z Chicago Bulls (3-1) Porażka w półfinale Konf. z Philadelphia 76ers (0-4)                                                                                |
| 1985/86         | NBA  | Wschodnia   | 2            | Central  | 1           | 57              | 25              | Wygrana w 1. rundzie z New Jersey Nets (3-0) Wygrana w półfinale Konf. z Philadelphia 76ers (4-3) Porażka w finale Konf. z Boston Celtics (0-4)                                |
| 1986/87         | NBA  | Wschodnia   | 4            | Central  | 3           | 50              | 32              | Wygrana w 1. rundzie z Philadelphia 76ers (3-2) Porażka w półfinale Konf. z Boston Celtics (3-4)                                                                               |
| 1987/88         | NBA  | Wschodnia   | 5            | Central  | 4           | 42              | 40              | Porażka w 1. rundzie z Atlanta Hawks (2-3) |
| 1988/89         | NBA  | Wschodnia   | 5            | Central  | 4           | 49              | 33              | Wygrana w 1. rundzie z Atlanta Hawks (3-2) Porażka w półfinale Konf. z Detroit Pistons (0-4)                                                                                   |
| 1989/90         | NBA  | Wschodnia   | 6            | Central  | 3           | 44              | 38              | Porażka w 1. rundzie z Chicago Bulls (1-3) |
| 1990/91         | NBA  | Wschodnia   | 4            | Central  | 3           | 48              | 34              | Porażka w 1. rundzie z Philadelphia 76ers (0-3) |
| 1991/92         | NBA  | Wschodnia   | 11           | Central  | 7           | 31              | 51              | |
| 1992/93         | NBA  | Wschodnia   | 12           | Central  | 7           | 28              | 54              | |
| 1993/94         | NBA  | Wschodnia   | 13           | Central  | 6           | 20              | 62              | |
| 1994/95         | NBA  | Wschodnia   | 9            | Central  | 7           | 34              | 48              | |
| 1995/96         | NBA  | Wschodnia   | 13           | Central  | 7           | 25              | 57              | |
| 1996/97         | NBA  | Wschodnia   | 11           | Central  | 7           | 33              | 49              | |
| 1997/98         | NBA  | Wschodnia   | 13           | Central  | 7           | 36              | 46              | |
| 1998/99         | NBA  | Wschodnia   | 7            | Central  | 4           | 28              | 22              | Porażka w 1. rundzie z Indiana Pacers (0-3) |
| 1999/00         | NBA  | Wschodnia   | 8            | Central  | 5           | 42              | 40              | Porażka w 1. rundzie z Indiana Pacers (2-3) |
| 2000/01         | NBA  | Wschodnia   | 2            | Central  | 1           | 52              | 30              | Wygrana w 1. rundzie z Orlando Magic (3-1) Wygrana w półfinale Konf. z Charlotte Hornets (4-3) Porażka w finale Konf. z Philadelphia 76ers (3-4)                               |
| 2001/02         | NBA  | Wschodnia   | 9            | Central  | 5           | 41              | 41              | |
| 2002/03         | NBA  | Wschodnia   | 7            | Central  | 4           | 42              | 40              | Porażka w 1. rundzie z New Jersey Nets (2-4) |
| 2003/04         | NBA  | Wschodnia   | 6            | Central  | 4           | 41              | 41              | Porażka w 1. rundzie z Detroit Pistons (1-4) |
| 2004/05         | NBA  | Wschodnia   | 13           | Central  | 5           | 30              | 52              | |
| 2005/06         | NBA  | Wschodnia   | 8            | Central  | 5           | 40              | 42              | Porażka w 1. rundzie z Detroit Pistons (1-4) |
| 2006/07         | NBA  | Wschodnia   | 14           | Central  | 5           | 28              | 54              | |
| 2007/08         | NBA  | Wschodnia   | 13           | Central  | 5           | 26              | 56              | |
| 2008/09         | NBA  | Wschodnia   | 12           | Central  | 5           | 34              | 48              | |
| 2009/10         | NBA  | Wschodnia   | 6            | Central  | 2           | 46              | 36              | Porażka w 1. rundzie z Atlanta Hawks (3-4) |
| 2010/11         | NBA  | Wschodnia   | 9            | Central  | 3           | 35              | 47              | |
| 2011/12         | NBA  | Wschodnia   | 9            | Central  | 3           | 31              | 35              | |
| 2012/13         | NBA  | Wschodnia   | 8            | Central  | 3           | 38              | 44              | Porażka w 1. rundzie z Miami Heat (0-4) |
| 2013/14         | NBA  | Wschodnia   | 15           | Central  | 5           | 15              | 67              | |
| 2014/15         | NBA  | Wschodnia   | 6            | Central  | 3           | 41              | 41              | Porażka w 1. rundzie z Chicago Bulls (2-4) |
| 2015/16         | NBA  | Wschodnia   | 12           | Central  | 5           | 33              | 49              | |
| 2016/17         | NBA  | Wschodnia   | 6            | Central  | 2           | 42              | 40              | Porażka w 1. rundzie z Toronto Raptors (2-4) |
| 2017/18         | NBA  | Wschodnia   | 7            | Central  | 3           | 44              | 38              | Porażka w 1. rundzie z Boston Celtics (3-4) |
| 2018/19         | NBA  | Wschodnia   | 1            | Central  | 1           | 60              | 22              | Wygrana w 1. rundzie z Detroit Pistons (4-0) Wygrana w półfinale Konf. z Boston Celtics (4-1) Porażka w finale Konf. z Toronto Raptors (2-4)                                   |
| 2019/20         | NBA  | Wschodnia   | 1            | Central  | 1           | 56              | 17              | Wygrana w 1. rundzie z Orlando Magic (4-1) Porażka w półfinale Konf. z Miami Heat (1-4)                                                                                        |
| 2020/21         | NBA  | Wschodnia   | 3            | Central  | 1           | 46              | 26              | Wygrana w 1. rundzie z Miami Heat (4-0) Wygrana w półfinale Konf. z Brooklyn Nets (4-3) Wygrana w finale Konf. z Atlanta Hawks (4-2) Wygrana w finale NBA z Phoenix Suns (4-2) |
| 2021/22         | NBA  | Wschodnia   | 3            | Central  | 1           | 51              | 31              | Wygrana w 1. rundzie z Chicago Bulls (4-1) Porażka w półfinale Konf. z Boston Celtics (3-4)                                                                                    |
| 2022/23         | NBA  | Wschodnia   | 1            | Central  | 1           | 58              | 24              | Porażka w 1. rundzie z Miami Heat (1-4) |
| 2023/24         | NBA  | Wschodnia   | 3            | Central  | 1           | 49              | 33              | Porażka w 1. rundzie z Indiana Pacers (2-4) |
| 2024/25         | NBA  | Wschodnia   | 5            | Central  | 3           | 48              | 34              | Porażka w 1. rundzie z Indiana Pacers (1-4) |